# Бимбо
Бимбо (фр. Bimbo) је други највећи град Центалноафричке Републике. Године 2007. имао је 146.550 становника. Налази се 10 километара југозападно од главног и највећег града земље, Бангија. 
Бимбо је од 1982. главни град префектуре Омбела-Мпоко (био је то и у периоду 1964—1967).